# Wonewoc (Wisconsin)
Wonewoc – miasto w Stanach Zjednoczonych, w stanie Wisconsin, w hrabstwie Juneau.